# Zhaoshu Dao
Zhaoshu Dao (chinesisch 趙述島 / 赵述岛, Pinyin Zhàoshù Dǎo), vietn. Đảo Cây, auch engl. Tree Island, ist eine zum Archipel Xuande Qundao (Amphitrite-Gruppe) der Spratly-Inseln gehörende, ca. 0,22 km² große Koralleninsel im Südchinesischen Meer.

## Geografie
Zhaoshu Dao ist etwa 700 m lang und an der breitesten Stelle knapp 450 m breit. Der höchste Punkt der Insel erhebt sich nur 4 m über die Wasseroberfläche. Der größte Teil der Inselfläche weist eine dichte Vegetation, darunter zahlreiche Kokospalmen, auf. Die Insel ist von ca. 200 Fischern bewohnt, die alle aus der Stadt Qionghai stammen.

## Geschichte
Die Regierung der Republik China gab der Insel im Jahre 1935 den Namen „Shu Dao“ (树岛), also „Bauminsel“, der 1947 in den heutigen Namen geändert wurde. Der jetzige Name erinnert an Zhao Shu, den Gesandten des Hongwu-Kaisers der Ming-Dynastie, der 1369 von diesem auf eine diplomatische Mission ins Reich Srivijaya auf Sumatra geschickt wurde.
Die Insel wird von der Volksrepublik China kontrolliert, aber auch Vietnam und die Republik China auf Taiwan beanspruchen im Rahmen der Territorialkonflikte im Südchinesischen Meer die Spratly-Inseln und damit auch Zhaoshu Dao.

## Verwaltung
Die Insel gehört zur Stadt Sansha der chinesischen Provinz Hainan. Sie gehört zum Dorf Qilianyu (七连屿村) der Stadt Sansha, dessen Regierungssitz auf Zhaoshu Dao liegt und das auch die acht unmittelbar angrenzenden „Sieben Inselchen“ (Qilian Yu) umfasst. Auch Zhaoshu Dao selbst wird oft als neunte Insel zu den Qilian Yu gezählt.